# 7 janvier 1911
Le samedi 7 janvier 1911 est le 7e jour de l'année 1911.

## Naissances
- Butterfly McQueen (morte le 22 décembre 1995), actrice américaine
- Dina Pronicheva (morte en 1977), actrice ukrainienne
- Julian de Ajuriaguerra (mort le 23 mai 1993), neuropsychiatre et psychanalyste français d'origine espagnole
- Konrad Schäfer (mort à une date inconnue), médecin allemand
- René Bougnol (mort le 20 juin 1956), escrimeur français

## Décès
- Alfred Bazillon (né le 10 janvier 1847), politicien français
- Harfenjule (née le 6 septembre 1829), chanteuse de rue à Berlin